# しげっこ団のミッションナイト
『しげっこ団のミッションナイト』（しげっこだんのみっしょんないと）は、ラブエフエム国際放送 (LOVE FM 76.1) で2014年12月6日から2015年8月29日まで放送されていた情報バラエティー番組。HKT48メンバー・村重杏奈の冠番組。
LOVE FMでは初となるロシア関係の番組である。
村重は日本人男性とロシア人女性との間に生まれ、HKT加入後に妹2人も芸能活動を開始。幼い頃にはロシア滞在歴もあったが、ロシアについて知らないことも多い。ということで、毎回謎の男・“Mr.Z”（実際には番組制作担当者Z）から出されるミッションに、彼女が「しげっこ」と呼ぶファンやリスナーらの協力を得、福岡にも僅かながらいるロシア人を訪ねてロシアの様々なことを学ぶ、というのが番組の趣旨である。

## コーナー
今回のミッション
メインコーナー。村重が“Mr.Z”からの指令に基づき、福岡在住のロシア人を訪ねてロシアについて様々なことを学ぶ。
あーにゃの秘密
村重は家庭内での取り決めで、母親と2人で話すときはロシア語を使う。そのため日常会話程度のロシア語は話せる。そこで、自身の秘密をロシア語で話し、翻訳については「しげっこ団」それぞれにやってもらう。原文は放送終了後スタッフブログに掲載されるが、当然日本語訳は無い。
番組で流す楽曲
村重が籍を置くHKTとNMB両方の曲が流される。

## 出演
- 村重杏奈
- マキナ・アルビナ（宗像市にある株式会社イズバ代表取締役、2014年12月）
- ニーナ・パポヴァ（福岡市内にある夫婦経営のロシア家庭料理店共同店主・元ホテルシェフ、2015年1月）

## テーマ曲
- メロンジュース（オープニング）
- ウインクは3回（エンディング）